# آنا باگنهولم

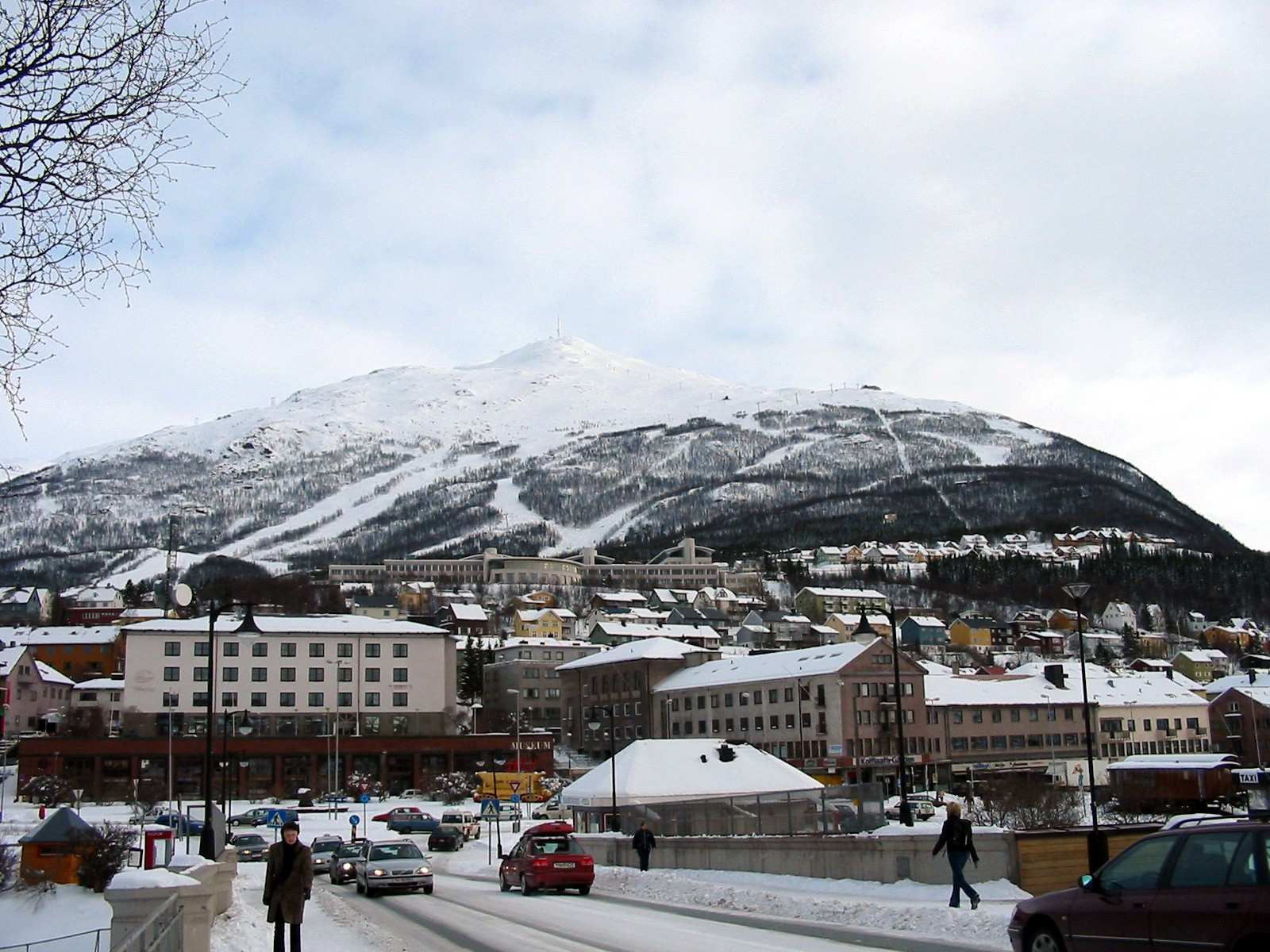
شهر نارویک که این اتفاقات در کوه‌های اطراف آن رخ داد.

آنا الیزابت یوهانسون باگِنهولم (به سوئدی: Anna Elisabeth Johansson Bågenholm؛ زاده ۱۹۷۰) پرتوشناس سوئدی اهل ونسبوری است که از یک حادثه در هنگام اسکی کردن در سال ۱۹۹۹ که به مدت ۸۰ دقیقه در آب بسیار سرد زیر لایه‌ای یخ گرفتار شده بود، جان سالم به در برد. در این مدت او قربانی هیپوترمی شدید شد و دمای بدنش به ۱۳٫۷ درجه سلسیوس (۵۶٫۷ درجه فارنهایت) کاهش یافت. این دما یکی از کمترین درجه‌های حرارت انسان زنده‌ای است که تاکنون با هیپوترمی تصادفی ثبت شده‌است. باگنهولم در زیر یخ‌ها توانست توده‌ای از هوای گیرکرده را پیدا کند، اما پس از ۴۰ دقیقه زیر آب ماندن دچار ایست قلبی شد.
باگنهولم پس از نجات با بالگرد به بیمارستان دانشگاه ترومسو منتقل شد و تیمی متشکل از بیش از صد پزشک و پرستار برای نجات جان او به مدت ۹ ساعت در چندین شیفت کار کردند. باگنهولم ده روز پس از حادثه در حالی که از گردن به پایین فلج بود به هوش آمد و سپس دو ماه را در بخش مراقبت‌های ویژه برای نقاهت گذراند. اگرچه امروزه او تقریباً به‌طور کامل از این حادثه بهبود یافته‌است اما هنوز در اواخر سال ۲۰۰۹ علائم جزئی در دست و پا مربوط به آسیب عصبی داشت. پروندهٔ باگنهولم در مجلهٔ برجستهٔ پزشکی انگلیس لنست و در کتاب‌های درسی پزشکی مورد بحث قرار گرفته‌است.

## پیشینه و واقعه
آنا باگنهولم در سال ۱۹۷۰ در ونسبوری سوئد زاده شد. او در زمان حادثه ۲۹ ساله و در حال تحصیل برای تبدیل شدن به یک جراح ارتوپد بود. باگنهولم تصمیم گرفت دورهٔ دستیاری پزشکی خود را در نارویک نروژ انجام دهد و در مه ۱۹۹۸، به عنوان دستیار جراح در بیمارستان نارویک پذیرفته شد. اینگوه یونس در آن زمان مربی باگنهولم در بیمارستان نارویک بود و قصد داشت بازنشستگی خود را در ۲۰ مه ۱۹۹۹ با یک مهمانی جشن بگیرد.
در آن روز، باگنهولم به همراه دو نفر از همکارانش، ماری فالکنبرگ و توروین نسهایم در کوه‌های خارج از نارویک اسکی می‌کردند. باگنهولم یک اسکی باز خبره بود و اغلب پس از کار اسکی می‌کرد. هنگامی که او در حال پایین آمدن از دامنه کوه شیب‌داری بود — مسیری که قبلاً چندین بار طی کرده بود — کنترل اسکی‌های خود را از دست داد. او با سر روی لایه‌ای از یخ روی رودی یخ‌زده در نزدیکی یک آبشار فرود آمد و به پشت افتاد. یک سوراخ در یخ باز شد و در حالی که یخ‌های ذوب‌شده لباس‌هایش را پر کرده بودند سر و نیمی از تنه باگنهولم در آن فرورفت. بدن او در زیر یخی به ضخامت ۲۰ سانتی‌متر قرار داشت. وقتی فالکنبرگ و نسهایم او را پیدا کردند، فقط پاها و اسکی‌های او بالای یخ باقی مانده بود.

## تلاش برای نجات
در آغاز دو همکار باگنهولم برای نجات دادن او تلاش کردند اما موفق نشدند. در ساعت ۱۸:۲۷ به وقت محلی (CET)، هفت دقیقه پس از افتادن او به درون آب، آن‌ها از طریق تلفن همراه خواستار کمک شدند. ستوان پلیس بورد میکالسن تماس را دریافت کرد و دو تیم نجات را آماده کرد؛ یکی در بالای کوه و دیگری در پایین. میکالسن با تیم نجات بودو که مجهز به بالگرد سی کینگ بود نیز تماس گرفت، اما به او گفته شد که بالگرد برای انتقال یک کودک بیمار رفته‌است. با اصرار میکالسن اعزام‌کننده متقاعد شد تا بالگرد را بازگرداند.
فالکنبرگ و نسهایم اسکی‌های باگنهولم را در حالی که منتظر رسیدن تیم‌های نجات بودند، نگه داشتند. باگنهولم تا پیش از یافتن توده هوا در آب سرد تقلا می‌کرد و توانست تا ۴۰ دقیقه هوشیار بماند اما سپس دچار ایست قلبی شد. کتیل سینگستاد تیم نجات را از بالای کوه هدایت می‌کرد. او به سرعت با اسکی خود را به محل باگنهولم رساند و همراه با تیم نجاتش تلاش کردند تا او را با طناب بیرون بکشند اما موفق نشدند. آن‌ها سپس سعی کردند با کندن یخ‌های اطراف باگنهولم را بیرون بیاورند، اما بیل برفی آن‌ها نتوانست یخ‌ها را بشکند. سپس گروه نجات دوم از پایین کوه با یک بیل باغبانی تیز به آن‌ها پیوست. آن‌ها توانستند در یخ سوراخ ایجاد کنند و او را در ساعت ۱۹:۴۰ بیرون کشیدند. باگنهولم در کل ۸۰ دقیقه در آب مانده بود.

## احیا و بهبودی

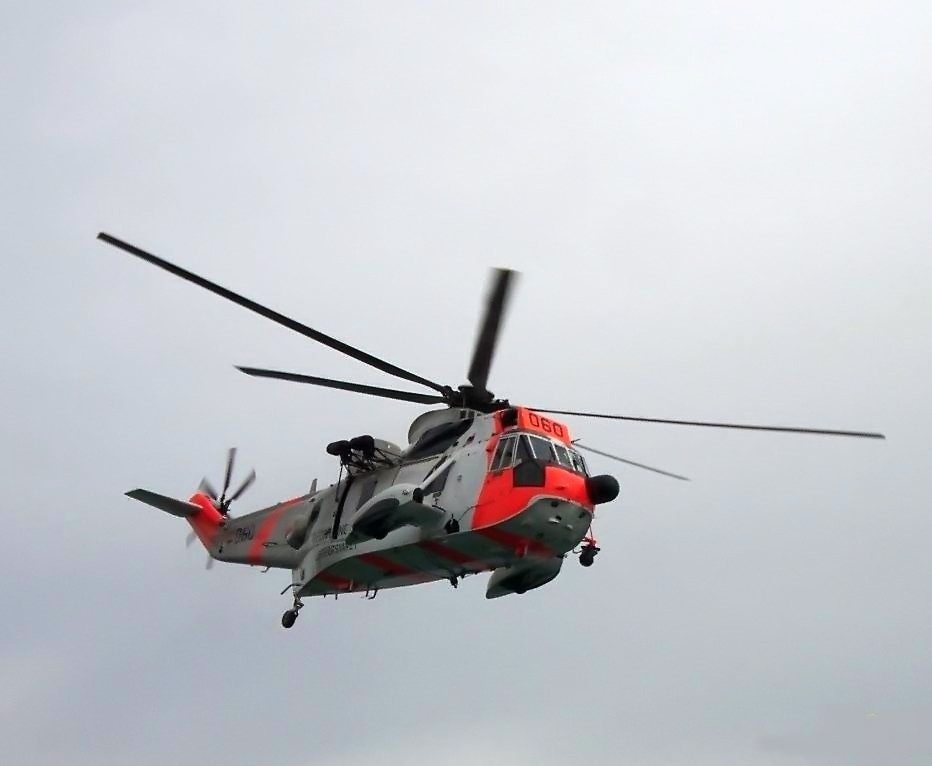
یک بالگرد سی کینگ که باگنهولم را به بیمارستان دانشگاه تورمسو آورد

وقتی باگنهولم از آب بیرون کشیده شد، مردمک چشم‌هایش گشاد بود، خونی در رگانش در گردش نبود و نفس نیز نمی‌کشید. فالکنبرگ و نسهایم که هر دو پزشک بودند، شروع به احیای قلبی ریوی (CPR) او کردند. به زودی بالگرد نجات رسید و باگنهولم در عرض یک ساعت به بیمارستان دانشگاه تورمسو منتقل شد. تیم اورژانس بالگرد نیز در طول مسیر به احیای او پرداختند و او به دستگاه اکسیژن نیز وصل بود. وی همچنین با استفاده از دستگاه الکتروشوک نیز تحت درمان قرار گرفت اما تأثیری نداشت.
باگنهولم ساعت ۲۱:۱۰ به بیمارستان رسید. دمای بدن او در این مرحله ۱۳٫۷ درجه سلسیوس (۵۶٫۷ درجه فارنهایت) بود که این مقدار کمترین دمای ثبت‌شده بدن انسانی با هیپوترمی تصادفی است که زنده مانده‌است، دکتر مادس گیلبرت، متخصص بیهوشی و رئیس اورژانس بیمارستان، اقدام به احیای دوباره او کرد. وی در مورد وضعیت باگنهولم اظهار داشت: «او مردمک چشم کاملاً گشادی دارد. رنگش خاکستری و سفید کتانی است. او خیس است. وقتی من پوست او را لمس می‌کنم، فوق‌العاده سرد است و کاملاً مرده به نظر می‌رسد.» گیلبرت پیش از این به دلیل آب و هوای سرد در نروژ بسیاری از موارد هیپوترمی را درمان کرده بود و می‌دانست که چگونه باگنهولم را درمان کند. نوار قلب او هیچ نشانی از زندگی نداشت، اما گیلبرت می‌دانست «بدن بیماران باید قبل از اعلام مرگ، گرم شود.» او و تیمش امیدوار بودند که مغز باگنهولم اکسیژن کافی را از احیای قلبی ریوی که پس از نجات روی وی اعمال شده بود، دریافت کرده باشد.
باگنهولم سپس به اتاق عمل منتقل شد و در آنجا تیمی متشکل از بیش از صد پزشک و پرستار برای نجات جان وی به مدت ۹ ساعت در چندین شیفت کار کردند. در ساعت ۲۱:۴۰، او به دستگاه بای‌پس قلبی ریوی متصل شده بود که خون را در خارج از بدنش گرم می‌کرد و دوباره به سیاهرگ‌ها می‌فرستاد. نخستین تپش‌های قلب باگنهولم در ساعت ۲۲:۱۵ ثبت شد و دمای بدن او در ساعت ۰:۴۹ به ۳۶٫۴ درجه سلسیوس (۹۷٫۵ درجه فارنهایت) رسید. عملکرد شش‌های باگنهولم در ساعت ۰۲:۲۰ بدتر شد و او ۳۵ روز بعد را زیر دستگاه تنفس مصنوعی گذراند.
باگنهولم به زودی شروع به نشان دادن نشانه‌هایی از حیات کرد و در ۳۰ مه فلج از گردن به پایین او از بین رفت. او نگران بود که مجبور باشد بقیه عمرش را به پشت خوابیده بگذارند و از همکارانش به خاطر نجات دادنش عصبانی بود. باگنهولم به زودی از فلج بهبود یافت و بعداً از دوستانش عذرخواهی کرد. او گفته بود: «وقتی فهمیدم آن‌ها مرا نجات داده‌اند بسیار عصبانی شدم. من از یک زندگی بی‌معنی و بدون هیچ شأنی می‌ترسیدم. اکنون من از زنده بودن بسیار خوشحالم و می‌خواهم عذرخواهی کنم.» کلیه‌ها و دستگاه گوارش باگنهولم به درستی کار نمی‌کردند بنابراین او مجبور بود دو ماه دیگر را نیز در یک بخش مراقبت‌های ویژه بماند. پس از گذشت ۲۸ روز در بخش مراقبت‌های ویژه ترومسو، او را با یک بالگرد برای ادامه بهبودی به سوئد منتقل کردند.
دکتر پیتر آندریاس استین، استاد بیمارستان ملی اسلو اظهار داشت که زنده ماندن باگنهولم «یک موفقیت پزشکی فوق‌العاده» بود. وی معتقد بود که دلیل بهبودی وی این بود که در این حادثه متابولیسم بدن او کند شده بود و بافت‌های درون بدنش در دمای پایین به اکسیژن کمتری نیاز داشتند. به نوشتهٔ مجله پروتو (منتشر شده توسط بیمارستان عمومی ماساچوست) متابولیسم باگنهولم به ده درصد میزان پایه کاهش یافته بود و بنابراین او به اکسیژن کمی نیاز داشت.

## پیامدها
گرچه به بدن باگنهولم آسیب شدیدی وارد شده بود ولی هیچ آسیب مغزی دائمی در او تشخیص داده نشد. گیلبرت در این باره اظهار داشت: «بدن او پیش از ایست قلبی فرصت داشت تا کاملاً سرد شود. مغز او هنگام توقف قلب بسیار سرد بود و سلول‌های مغزی به اکسیژن بسیار کمی نیاز داشتند، بنابراین مغز می‌توانست برای مدت طولانی زنده بماند.» گیلبرت همچنین اشاره کرد که القای هیپوترمی، روشی که برای نجات قربانیان ایست قلبی با کاهش درجه حرارت بدن استفاده می‌شود، پس از شهرت پرونده باگنهولم در بیمارستان‌های نروژ بیشتر شده‌است.
باگنهولم در اکتبر ۱۹۹۹ به کار خود بازگشت. او ۱۴۰ روز پس از حادثه در ۷ اکتبر ۱۹۹۹ به بیمارستان ترومسو بازگشت و با پزشکان و پرستارانی که به نجات جان او کمک کرده بودند، ملاقات کرد. باگنهولم اظهار داشت: «وقتی بیمار باشید، فکر نمی‌کنید که خواهید مرد. با خود می‌گویید که من از پس این بر می‌آیم. اما به عنوان یک پزشک، فکر می‌کنم زنده ماندن من حیرت‌انگیز بود.» در اکتبر ۲۰۰۹، باگنهولم تقریباً به بهبودی کامل رسیده بود، اگرچه علائم جزئی در دست و پا مربوط به آسیب عصبی همچنان باقی مانده بود. در اواخر سال ۲۰۰۹، او به عنوان پرتوشناس در بیمارستانی که جانش نجات یافته بود، کار می‌کرد.

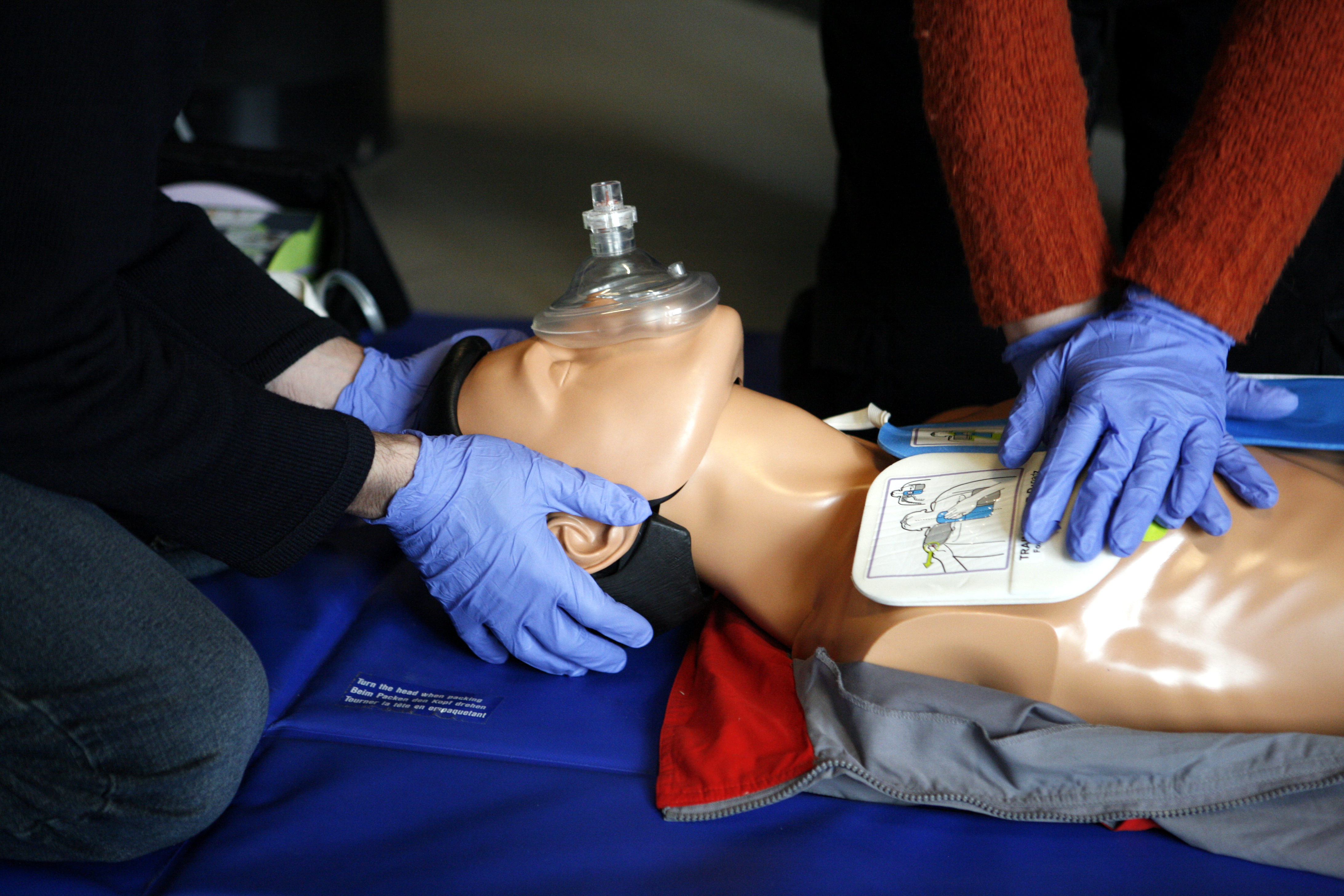
گیلبرت اظهار داشت که احیای قلبی ریوی شدید نقش مهمی در نجات قربانیان هیپوترمی تصادفی با ایست قلبی دارد.

طبق بی‌بی‌سی نیوز، بیشتر بیمارانی که دچار هیپوترمی شدید شده‌اند، حتی اگر پزشکان بتوانند قلب آن‌ها را دوباره راه اندازی کنند، می‌میرند. میزان زنده ماندن برای بزرگسالانی که دمای بدن آن‌ها به زیر ۲۸ درجه سلسیوس (۸۲ درجه فارنهایت) رسیده‌است ۳۳–۱۰٪ است. تا پیش از حادثه باگنهولم، پایین‌ترین درجه حرارت بدن انسان زنده‌مانده ۱۴٫۴ درجه سلسیوس (۵۷٫۹ درجه فارنهایت) بود، که در کودکی ثبت شده بود. گیلبرت گفت: «قربانیان هیپوترمی تصادفی بسیار عمیق با ایست قلبی باید به‌طور بالقوه قابل احیا و با چشم‌انداز بهبودی کامل دیده شوند. عوامل اصلی موفقیت در چنین تلاش‌های احیای حاشیه‌ای، احیای قلبی ریوی شدید اولیه و اطلاع‌رسانی سریع به اورژانس توسط حاضران در صحنه، اعزام زود هنگام واحدهای امداد و نجات کافی (آمبولانس زمینی و هوایی)، هماهنگی خوب میان منابع خارج و داخل بیمارستان، گرم کردن مجدد تهاجمی و روحیه تسلیم نشدن است.» پزشک عمومی جل کووارد از تاوین ولز نیز اظهار داشت افرادی که قربانی هیپوترمی شدید هستند اغلب به اشتباه مرده تصور می‌شوند زیرا تشخیص نبض آن‌ها دشوار است. وی افزود این مورد «واقعاً این را برای ما به ارمغان می‌آورد که چقدر باید قبل از تشخیص مرگ در افراد سرد احتیاط کرد.»
پس از این حادثه، باگنهولم به یکی از موضوعات داستان‌ها و کتاب‌های درسی پزشکی تبدیل شد و پرونده وی در مجلهٔ پزشکی برجستهٔ انگلیسی، لنست، مورد بحث قرار گرفت. در ۲۵ اکتبر ۲۰۰۹ داستان او در یکی از برنامه‌های تلویزیونی سی‌ان‌ان به نام روزی دیگر:فریب دادن مرگ پخش شد. میزبان این برنامه سانجی گوپتا بود و در آن داستان‌هایی از افرادی که در شرایط سخت و بر خلاف همه احتمالات زنده مانده‌اند، روایت می‌شود. باگنهولم امیدوار است که این برنامه به افرادی که آن را تماشا می‌کنند شناخت بیشتری از هیپوترمی بدهد. این داستان همچنین در کتاب همراه گوپتا با عنوان «فریب دادن مرگ: پزشکان و معجزات پزشکی که جان‌ها را بر خلاف همه احتمالات نجات می‌دهند» گنجانده شده‌است. در تاریخ ۳۰ اکتبر ۲۰۰۹، باگنهولم و گیلبرت با هم در برنامه گفتگوی محبوب نروژی به نام اسکاولان با میزبانی فردریک اسکاولان حاضر شدند.

## واژه‌نامه
1. ↑  Yngve Jones
2. ↑  Marie Falkenberg
3. ↑  Torvind Næsheim
4. ↑  Bård Mikalsen
5. ↑  Ketil Singstad
6. ↑  Petter Andreas Steen
7. ↑  Jel Coward